# Risposta immunitaria

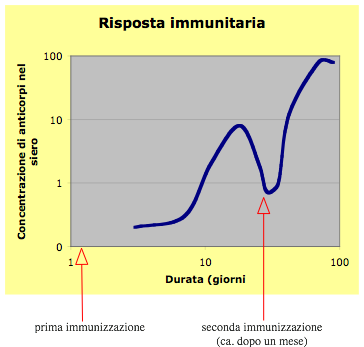
Esempio di risposte alla prima e alla seconda immunizzazione nelle malattie infettive infantili

Una risposta immunitaria è l'insieme dei meccanismi di risposta messi in atto dal sistema immunitario di un organismo vivente superiorie quando entra in contatto con un agente che riconosce come estraneo. 

## Descrizione generale
Questi meccanismi possono contrastare l'invasione senza tener conto di cosa lo ha stimolato o possono essere diretti solo ed esclusivamente nei confronti dell'agente che ha indotto la risposta. Nel primo caso, parliamo di risposte aspecifiche (comuni anche agli organismi più semplici), mentre nel secondo caso di risposte specifiche (proprie degli organismi più complessi), o acquisite.
Mentre la risposta aspecifica è ad insorgenza piuttosto rapida, quella di tipo specifico richiede una serie di passaggi, e differenziazioni cellulari, che la rendono più lenta nell'azione, anche se molto più efficace.

## Nell'essere umano
Bel sistema immunitario degli esseri umani esistono tre tipi di risposta specifica nei riguardi dell'antigene che implicano rispettivamente l'attivazione di: linfociti T citotossici, linfociti T killer e linfociti B.
Tutti e tre i tipi di linfociti possono anche differenziarsi a formare cellule della memoria immunologica, che agiscono più rapidamente nel caso di un nuovo attacco da parte dello stesso antigene.
Esiste inoltre un altro tipo di linfocita denominato T soppressore che svolge la funzione di regolazione dell'attività dei linfociti citotossici (T helper) sopprimendo il loro effetto quando l'antigene sia stato debellato.